# Praomys
Genre
Praomys est un genre de rongeurs de la sous-famille des Murinés.

## Liste des espèces
Ce genre comprend les espèces suivantes :
- Praomys daltoni (Thomas, 1892)
- Praomys degraaffi Van der Straeten & Kerbis Peterhans, 1999
- Praomys delectorum (Thomas, 1910)
- Praomys derooi (Van der Straeten & Verheyen, 1978)
- Praomys hartwigi Eisentraut, 1968
- Praomys jacksoni (de Winton, 1897)
- Praomys lukolelae Hatt, 1934
- Praomys minor Hatt, 1934
- Praomys misonnei Van der Straeten & Dieterlen, 1987
- Praomys morio	 (Trouessart, 1881)
- Praomys mutoni (Van der Straeten & Dudu, 1990)
- Praomys obscurus (Hutterer & Dieterlen, 1992)
- Praomys petteri Van der Straeten, Lecompte, and Denys	2003
- Praomys rostratus (Miller, 1900)
- Praomys tullbergi (Thomas, 1894) - Rat à pelage doux de Tullberg[1]
- Praomys verschureni (Verheyen & Van der Straeten, 1977)